# Ronde van Noorwegen 2013
De Ronde van Noorwegen is een vijfdaagse wielerwedstrijd gehouden in Noorwegen. De editie van 2013 werd van 15 tot en met 19 mei verreden. 

## Deelnemende ploegen
Er namen twintig teams deel aan deze editie. 
| ProTour                     | ProContinental               | Continental                     |
| --------------------------- | ---------------------------- | ------------------------------- |
| Blanco Pro Cycling          | Accent-Wanty                 | Cult Energy                     |
| Team Katjoesja              | Bretagne-Séché Environnement | Cyclingteam De Rijke-Shanks     |
| Lotto-Belisol               | Caja Rural                   | Joker Merida                    |
| Team Saxo-Tinkoff           | IAM Cycling                  | Team Oster Hus-Ridley           |
| Sky ProCycling              | MTN-Qhubeka                  | Team People4You - Unaas Cycling |
|                             | Sojasun                      | Team Plussbank                  |
| Topsport Vlaanderen-Baloise | Ringeriks-Kraft Look         |                                 |
|                             | Rietmu-Delfin                |                                 |

## Etappe-overzicht
| Etappe    | Datum  | Start       | Finish      | Afstand | Winnaar              | Ploeg              | Leider               |
| --------- | ------ | ----------- | ----------- | ------- | -------------------- | ------------------ | -------------------- |
| 1e etappe | 16 mei | Fredrikstad | Sarpsborg   | 190 km  | Alexander Kristoff   | Team Katjoesja     | Alexander Kristoff   |
| 2e etappe | 16 mei | Kongsberg   | Skien       | 179 km  | Alexander Kristoff   | Team Katjoesja     | Alexander Kristoff   |
| 3e etappe | 17 mei | Tønsberg    | Drammen     | 163 km  | Theo Bos             | Blanco Pro Cycling | Alexander Kristoff   |
| 4e etappe | 18 mei | Brumunddal  | Lillehammer | 195 km  | Edvald Boasson Hagen | Sky ProCycling     | Edvald Boasson Hagen |
| 5e etappe | 19 mei | Gjøvik      | Hønefoss    | 173 km  | Alexander Kristoff   | Team Katjoesja     | Edvald Boasson Hagen |

## Eindresultaten
| Plaats      | Naam                 | Ploeg                  | Tijd      |
| ----------- | -------------------- | ---------------------- | --------- |
| Gouden trui | Edvald Boasson Hagen | Sky ProCycling         | 22u01'07" |
| 2           | Sérgio Paulinho      | Saxo-Tinkoff           | + 31"     |
| 3           | Sondre Holst Enger   | Team Plussbank         | + 45"     |
| 4           | Bauke Mollema        | Blanco Pro Cycling     | + 48"     |
| 5           | Gaëtan Bille         | Lotto-Belisol          | + 53"     |
| 6           | André Cardoso        | Caja Rural-Seguros RGA | + 54"     |
| 7           | Jesper Hansen        | Cult Energy            | + 55"     |
| 8           | Laurens ten Dam      | Blanco Pro Cycling     | z.t.      |
| 9           | Johann Tschopp       | IAM Cycling            | z.t.      |
| 10          | Toms Skuijins        | Rietmu-Delfin          | + 1'52"   |

| Plaats | Ploeg                  | Tijd      |
| ------ | ---------------------- | --------- |
|        | IAM Cycling            | 66u06'06" |
| 2      | Caja Rural-Seguros RGA | + 5'02"   |
| 3      | Blanco Pro Cycling     | + 6'51"   |

| Plaats      | Naam                 | Ploeg          | Punten |
| ----------- | -------------------- | -------------- | ------ |
| Groene trui | Edvald Boasson Hagen | Sky ProCycling | 68     |
| 2           | Alexander Kristoff   | Team Katjoesja | 60     |
| 3           | Sondre Holst Enger   | Team Plussbank | 48     |

| Plaats        | Naam           | Ploeg                  | Punten |
| ------------- | -------------- | ---------------------- | ------ |
| Bolletjestrui | Sander Cordeel | Lotto-Belisol          | 16     |
| 2             | Danail Petrov  | Caja Rural-Seguros RGA | 8      |
| 3             | Amets Txurruka | Caja Rural-Seguros RGA | 6      |

| Plaats     | Naam               | Ploeg          | Tijd      |
| ---------- | ------------------ | -------------- | --------- |
| Witte trui | Sondre Holst Enger | Team Plussbank | 22u01'52" |
| 2          | Gaëtan Bille       | Lotto-Belisol  | + 08"     |
| 3          | Jesper Hansen      | Cult Energy    | + 10"     |

Mannen:
2011 · 2012 · 2013 · 2014 · 2015 · 2016 · 2017 · 2018 · 2019 · 2020 ·2021 · 2022 · 2023 · 2024
Vrouwen:
2014 · 2015 · 2016 · 2017 · 2018 · 2019 · 2020 · 2021 · →
Etappewedstrijden

 Ster van Bessèges · 
 Ronde van de Middellandse Zee · 
 Ruta del Sol · 
 Ronde van de Algarve · 
 Ronde van de Haut-Var · 
 Driedaagse van West-Vlaanderen · 
 Internationale Wielerweek · 
 Internationaal Wegcriterium · 
 Driedaagse van De Panne-Koksijde · 
 Ronde van de Sarthe · 
 Ronde van Trentino · 
 Ronde van Turkije · 
 Ronde van Asturië · 
 Vierdaagse van Duinkerke · 
 Ronde van Azerbeidzjan · 
 Szlakiem Grodòw Piastowskich · 
 Ronde van Castilië en León · 
 Ronde van Picardië · 
 Ronde van Noorwegen · 
 World Ports Classic · 
 Ronde van Beieren · 
 Ronde van België · 
 Tour des Fjords · 
 Ronde van Estland · 
 Ronde van Luxemburg · 
 Boucles de la Mayenne · 
 Ster ZLM Toer · 
 Ronde van Slovenië · 
 Route du Sud · 
 Ronde van Oostenrijk · 
 Sibiu Cycling Tour · 
 Ronde van Wallonië · 
 Ronde van Portugal · 
 Ronde van Denemarken · 
 Ronde van de Ain · 
 Ronde van Burgos · 
 Arctic Race of Norway · 
 Ronde van de Limousin · 
 Ronde van Poitou-Charentes · 
 Wielerweek van Lombardije · 
 Ronde van Groot-Brittannië · 
 Ronde van Gévaudan Languedoc-Roussillon · 
 Eurométropole Tour
Eendaagse wedstrijden

 GP La Marseillaise · 
 Grote Prijs van de Etruskische Kust · 
 Trofeo Palma · 
 Trofeo Ses Salines · 
 Trofeo Serra de Tramuntana · 
 Trofeo Platja de Muro · 
 Trofeo Laigueglia · 
 Ronde van Murcia · 
 Omloop Het Nieuwsblad · 
 Classic Sud Ardèche · 
 GP Lugano · 
 Clásica de Almería · 
 Kuurne-Brussel-Kuurne · 
 La Drôme Classic · 
 Le Samyn · 
 GP Città di Camaiore · 
 Strade Bianche · 
 Roma Maxima · 
 Ronde van Drenthe · 
 Dwars door Drenthe · 
 Nokere Koerse · 
 GP Nobili Rubinetterie · 
 Handzame Classic · 
 Classic Loire-Atlantique · 
 Grote Prijs van Cholet-Pays de Loire · 
 Dwars door Vlaanderen · 
 Route Adélie de Vitré · 
 Volta Limburg Classic · 
 Grote Prijs Miguel Indurain · 
 Ronde van La Rioja · 
 Scheldeprijs · 
 GP Pino Cerami · 
 Klasika Primavera · 
 Parijs-Camembert · 
 Brabantse Pijl · 
 GP Denain · 
 Ronde van de Finistère · 
 Tro Bro Léon · 
 Ronde van Keulen · 
 La Roue Tourangelle · 
 Rund um den Finanzplatz Eschborn-Frankfurt · 
 Ronde van de Somme · 
 ProRace Berlin · 
 Grote Prijs van Plumelec · 
 Boucles de l'Aulne · 
 Ronde van Zeeland Seaports · 
 Trofeo Melinda · 
 GP Kanton Aargau · 
 Ronde van Limburg · 
 Ronde van de Apennijnen · 
 Halle-Ingooigem · 
 Trofeo Matteotti · 
 Prueba Villafranca de Ordizia · 
 GP Industria & Artigianato-Larciano · 
 Ronde van Toscane · 
 Circuito de Getxo · 
 Polynormande · 
 RideLondon Classic · 
 GP Stad Zottegem · 
 Dutch Food Valley Classic · 
 Châteauroux Classic de l'Indre · 
 Druivenkoers Overijse · 
 Ronde van Veneto · 
 Schaal Sels · 
 Memorial Rik Van Steenbergen · 
 Brussels Cycling Classic · 
 GP Fourmies · 
 Ronde van de Doubs · 
 GP Jef Scherens · 
 Coppa Bernocchi · 
 Coppa Agostoni · 
 GP van Wallonië · 
 Ronde van de Drie Valleien · 
 Kampioenschap van Vlaanderen · 
 Memorial Marco Pantani · 
 Grote Prijs Impanis-Van Petegem · 
 GP van Isbergues · 
 GP Industria & Commercio di Prato · 
 Omloop van het Houtland · 
 Duo Normand · 
 Milaan-Turijn · 
 Ronde van Piëmont · 
 Ronde van het Münsterland · 
 Pro Cycling Marathon · 
 Ronde van de Vendée · 
 Memorial Frank Vandenbroucke · 
 Coppa Sabatini · 
 Parijs-Bourges · 
 Ronde van Emilia · 
 GP Beghelli · 
 Parijs-Tours · 
 Nationale Sluitingsprijs · 
 Ronde van Romagna · 
 Chrono des Nations